# Maladera vernacula
Maladera vernacula (лат.) — вид пластинчатоусых жуков рода Maladera из подсемейства хрущей (Scarabaeidae).

## Распространение
Индия.

## Описание
Пластинчатоусые жуки среднего размера. Тело овальное, темно-красновато-коричневое, усики желтоватые, тусклые, надкрылья с некоторым переливающимся блеском, лаброклипеус блестящий, тело голое за исключением отдельных щетинок на дорсальной поверхности головы. Длина тела: 8,9—10,7 мм, длина надкрылий: 6,8—7,5 мм, ширина: 6,1—6,9 мм. Личинки, предположительно, как и у близких видов, живут в почве, питаются корнями растений.

## Систематика и этимология
Вид был впервые описан в 2016 году по материалам из Индии. Наиболее близок к виду Maladera ventriosa, от которого отличается гениталиями, более короткими парамерами и менее изогнутой дорсальной долей левой парамеры.
Название нового вида происходит от латинского слова vernaculus (местный).